# Horace Silver and the Jazz Messengers
Horace Silver and the Jazz Messengers ist ein Jazzalbum von Horace Silver, aufgenommen 1954 und 1955.
Die Aufnahmen erschienen zunächst als Horace Silver Quintet auf zwei 10-Inch-LPs bei Blue Note Records, im Oktober 1956 dann als 12-Inch-Kompilation (BLP 1518).

## Das Album
Der Pianist Horace Silver kam eher beiläufig zu Blue Note; er wirkte bei Lou Donaldsons erster Session 1952 mit. Als der Saxophonist eine zweite geplante Session verschieben musste, wurde Silver von Alfred Lion gefragt, ob er diesen Termin als Bandleader übernehmen wolle. Auf der dabei entstehenden 10-Inch-LP war erstmals der Klassiker Quicksilver zu hören, auf dem nächsten Trio-Album (Horace Silver Trio BLP 1520) im folgenden Jahr Opus De Funk. Gegen Ende 1954 wollte Lion ein neues Album mit Silver einspielen, diesmal mit Bläsern. Der Pianist hatte zu dieser Zeit ein Quartett, mit dem er im Minton’s Playhouse in Harlem spielte; seine Mitspieler waren der Saxophonist Hank Mobley und der Bassist Doug Watkins. Die von Silver zusammengestellte Besetzung aus Mobley und Watkins wurde durch den Trompeter Kenny Dorham und Art Blakey am Schlagzeug ergänzt. Die Band ging am 13. November 1954 ins Studio und nahm vier Stücke für eine 10-Inch-LP auf; diese wurde unter dem Namen Horace Silver Quintet Vol. 1 (BLP 5058) veröffentlicht. Eines der Stücke war Doodlin’, ein raffinierter Blues in mittlerem Tempo mit einem Backbeat und einer entspannten souligen Stimmung. Das Stück wurde in den 1950er Jahren zu einem der bekanntesten Titel des Soul-Jazz-Welle und ist von den verschiedensten Künstlern interpretiert worden, wie Ray Charles oder Chet Baker. Die weiteren Stücke der November-Session waren der Blues Creepin’ in, Room 608 und Stop Time. Room 608 und Creepin’ in erschienen auch als Single-Auskopplung (Blue Note 45-1631).

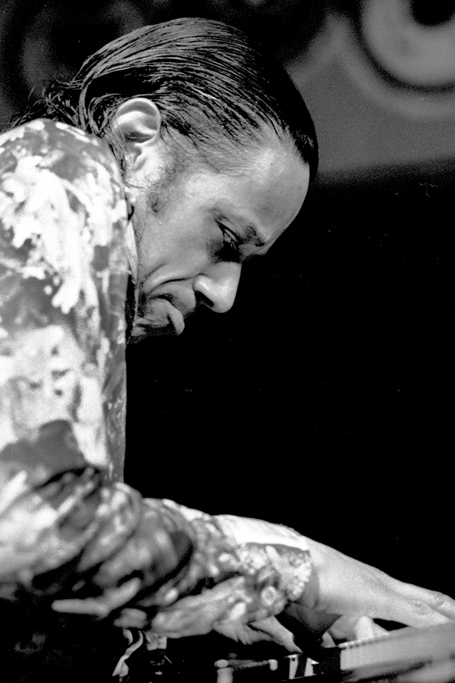
Horace Silver (1978 im Keystone Korner)

Am 6. Februar 1955 gingen Silver, Mobley, Dorham, Watkins und Blakey erneut ins Studio bei Rudy Van Gelder, um ein weiteres 10-Inch-Album unter Silvers Leitung (Horace Silver Quintet Vol. 2, 5062) aufzunehmen; es entstanden vier weitere Titel des Pianisten, darunter The Preacher, der mit Doodlin’ als Single ausgekoppelt (Blue Note 45-1630) und sofort zu einem Jazzhit wurde. Horace Silver berichtete später Michael Cuscuna, dass Lion und Francis Wolff ihn bei den Proben baten, den Titel durch einen gewöhnlichen Blues zu ersetzen. The Preacher basierte auf einer alten Nummer, die jeweils zum Abschluss von Tanzabenden gespielt wurde; Lion und Francis Wolff fanden das Stück aber trivial. Art Blakey widersprach und forderte Horace Silver auf, sich durchsetzen und seinem künstlerischen Instinkt zu folgen. Da der Aufnahmetermin, um ein neues Stück zu schreiben, hätte verschoben werden müssen, gab Lion schließlich nach. The Preacher wurde dann zu einem solchen Erfolg, dass er den Jazz Messengers zu ihrem Durchbruch verhalf und die finanziell in einer prekären Lage steckende Firma Blue Note vor dem drohenden Bankrott rettete. Damit konnte das Plattenlabel auch den Schritt ins Geschäft mit den neuen 30-cm-Schallplatten wagen; unter der Gestaltung des neu hinzugekommenen Grafikers Reid Miles erschien dann die Neuausgabe des Albums unter seinem endgültigen Titel.

## Bewertung
Die Quintett-Aufnahmen des Pianisten Horace Silver zählen für die Jazzkritiker Richard Cook und Brian Morton zu den essentiellen Werken des frühen Hardbop; sie bewerteten das Album mit der zweithöchsten Punktzahl. Die Musik des Albums mischt Bebop-Einflüsse mit Blues- und Gospel-Feeling. Brian Priestley hebt im Rough Guide Jazz die Bedeutung der Sessions und ihres Personals für die Entstehung der Jazz Messengers hervor, denn schon im November 1955 nahm Art Blakey unter diesem, von Silver übernommenen Namen das legendäre Live-Album At the Cafe Bohemia in gleicher Besetzung auf.

## Die Titel
10-Inch-LP (LP 5058)
- Horace Silver Quintet – 13. November 1954

1. Doodlin’
2. Creepin’ In
3. Room 608 (das die Harmonien von I Got Rhythm verwendet)
4. Stop Time

10-Inch-LP
- Horace Silver Quintet – 6. Februar 1955

1. The Preacher
2. Hippy
3. Hankerin’
4. To Whom It May Concern

12-Inch-LP / CD
- Horace Silver and the Jazz Messengers (Blue Note BLP 1518 / CP 32-5223)

1. Room 608 (Silver) 5:21
2. Creepin’ In (Silver) 7:26
3. Stop Time (Silver) 4:08
4. To Whom It May Concern (Silver) 5:12
5. Hippy (Silver) 5:22
6. The Preacher (Silver) 4:17
7. Hankerin’ (Mobley) 5:18
8. Doodlin’ (Silver) 6:44